# Wallys Ghiglione
Wallys Ghiglione (all'anagrafe Wallis Angelo Antonio Amedeo Augusto Ghiglione) (Genova, 30 maggio 1875 – Genova, 13 ottobre 1924) è stato un calciatore, arbitro di calcio e imprenditore italiano.

## Biografia
Ghiglione è stato uno dei primi giocatori del Genoa e vincitore del primo campionato italiano di calcio nel 1898.
Era figlio di Pietro, commerciante di oli, e di Sarah Davy, inglese. Il padre si recava sovente in Germania e Inghilterra dove il figlio si appassionò al calcio. Terminati gli studi, rimase nella ditta di famiglia.

### Calcio

#### Calciatore
Divenuto socio del Genoa, partecipò al primo campionato di calcio italiano, vincendolo.
Ghiglione è uno dei fondatori della sezione calcio della Andrea Doria e nel 1902 risulta nella rosa dei giocatori, disputando anche la competizione nota come Medaglia del Re.

#### Arbitro

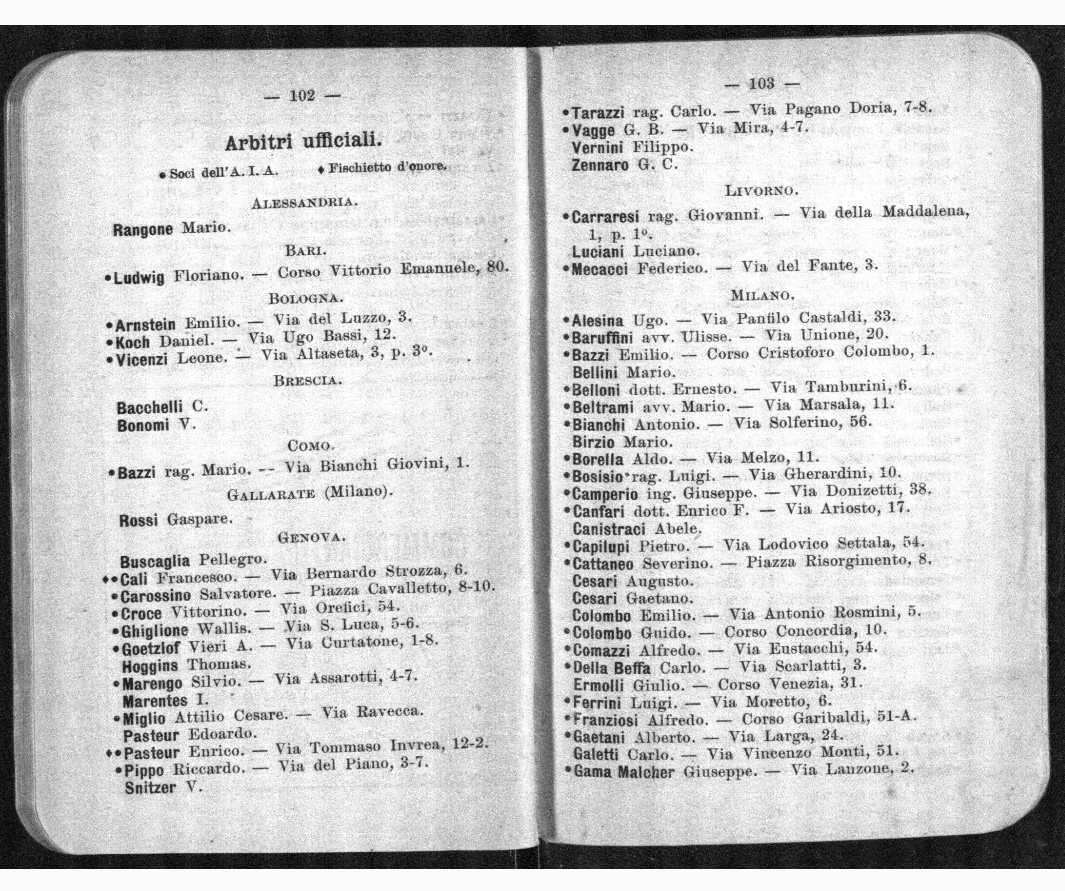
Ghiglione è elencato fra gli arbitri genovesi nell'edizione del 1913-14 dell'Annuario Baccani

Ghiglione fu anche arbitro federale, dirigendo tra i vari incontri la finale del 1901 tra Milan e Genoa.
Non risulta aver diretto alcuna partita fra il 1901 e il 1913, pur essendo citato nelle prime due edizioni dell'Annuario Italiano del Football.

## Palmarès

### Calciatore

#### Club

##### Competizioni nazionali
- Campionato italiano: 1

Genoa: 1898